# Grad Tolmin
Grad na Kozlovem Robu nad Tolminom (tuidi samo Grad, Kozlov rob ali Tolminski grad) je bil strateško pomembna utrdba, iz katere se je nadziralo Tolminsko in pomembne trgovske poti, ki so vodile tod mimo. Danes je grad delno obnovljen, delno pa v ruševinah.
Tolminsko območje je bilo leta 1001 podarjeno oglejskemu patriarhu kot fevd. Grad je bil posredno omenjen leta 1065 v patriarhovi pogodbi o desetini, medtem ko sta bila grad in grof neposredno prvič navedena leta 1188. Leta 1194 pa je bila omenjena kapelica sv. Martina na tem gradu. 
Najprej je bil zgrajen vzhodni in severni stolp. Kasneje so zgradili tudi dva šestkotna stolpa. Na gradu sta bila tudi dva vodnjaka za zbiranje deževnice. Pod severnim stolpom je bila klet, namenjena skladiščenju hrane. V gradu pa je bil tudi zapor. Grad je nadzorovalo veliko pomembnih fevdalcev: oglejski patriarhi, goriški grofje, mesto Čedad, Benečani in nazadnje Habsburžani.
Grad v času miru ni bil stalno naseljen, v njem je prebivala zgolj močna vojaška straža. Grajsko poslopje je bilo hudo poškodovano v potresih leta 1348 in 1511. Leta 1651 je bil grad dokončno opuščen, saj je njegov lastnik, družina Coronnini zgradila novo grajsko poslopje v Tolminu. Na tem mestu je sedaj muzej. Grad je bil pomemben tudi v času Tolminskega punta (1713)

## Galerija slik
- Ruševine gradu na stari razglednici
- Ruševine gradu danes